# Осада Амиды (502—503)
Осада Амиды — одно из сражений ирано-византийской войны 502—506 гг. Осада иранскими войсками византийской крепости в 502—503 гг. шла в течение трёх месяцев.

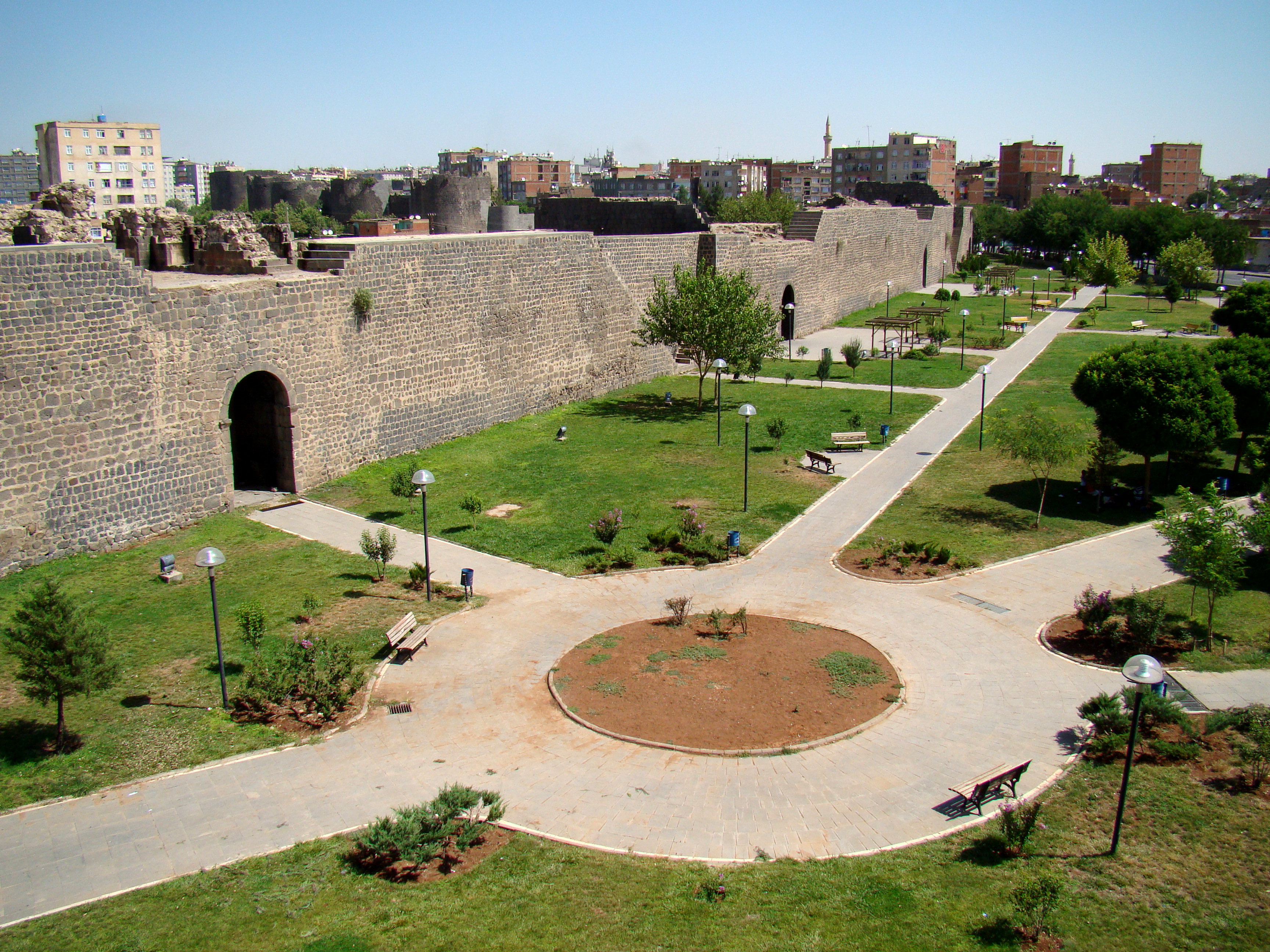
Стена Амиды сегодня

Летом 502 года иранский шахиншах Кавад I вторгся в византийскую Армению и Месопотамию. Он быстро захватил слабо укрепленный Феодосиополь (совр. Эрзурум), возможно, благодаря местной поддержке. 
Затем осенью иранские войска приступили к осаде города-крепости Амида. Возглавлял оборону крепости Кир, наместник Месопотамии. В течение трех месяцев защитники, не имея поддержки извне, отражали персидские атаки. Из-за нехватки продовольствия были случаи каннибализма.
Когда было обнаружено слабое место в обороне крепости, Кавад послал ночью небольшую группу захвата. Так как некоторые стражники были пьяны и уснули, персы тихо перебрались через стены и проникли в город. Вслед за передовой группой в крепость хлынула вся иранская армия. Резня продолжалась в течение трех дней, пока священник не пришел на встречу с Кавадом, умоляя его прекратить убийства, утверждая, что это не царский поступок. Когда Кавад спросил его, почему они сражаются против него, священник ответил: «Потому что Бог пожелал отдать Амиду вам не по нашему решению, а по вашей доблести». Кавад приказал прекратить резню, но позволил своим людям разграбить город. Выжившие были угнаны в Иран.
Император Анастасий I отреагировал на известие о падении Амиды и отправил огромную армию в 60 000 человек на восток, но византийцы не смогли вернуть город до заключения перемирия в 505 году, когда они выкупили его за 1100 фунтов золота.